# Martín Fernández Carballo
Martín Fernández Carballo (Villagarcía de Arosa, España, 5 de diciembre de 2001), más conocido como Martín Fernández, es un jugador de baloncesto español que pertenece a la plantilla del Club Ourense Baloncesto de la Primera FEB. Con 1,94 metros de estatura, juega en la posición de escolta.

## Trayectoria deportiva
Se formó en las categorías inferiores del CLB Vilagarcía. En verano del año 2018 ficha por el equipo filial del Obradoiro CAB, el Obradoiro Silleda.
En la temporada 2019-2020 promedia 10,1 puntos en 18 minutos y 24 segundos con el filial del equipo santiagués.
En la temporada 2020-2021 compagina el primer equipo del Obradoiro CAB con el Obradoiro Silleda, llegando a debutar en la máxima categoría del baloncesto español el 21 de noviembre de 2020 en la derrota del Monbus Obradoiro frente al Hereda San Pablo Burgos por 63-78 en el Multiusos Fontes do Sar.
El 4 de septiembre de 2021, el jugador llega cedido por el Monbus Obradoiro al CB La Nucía Fundación Lucentum de la Liga EBA, filial del HLA Alicante y con el que alternaría minutos en LEB Oro.
El 11 de enero de 2022, firma por el El Ventero CBV de la Liga LEB Plata, cedido por el Monbus Obradoiro, hasta el final de la temporada.
El 21 de julio de 2022, firma por el Club Baloncesto Ciudad de Ponferrada de la Liga LEB Plata.
El 13 de julio de 2023, firma por el Albacete Basket de la Liga LEB Plata.
El 26 de junio de 2024, firma por el Club Ourense Baloncesto de la Primera FEB.